# Álvaro Guedes Nogueira
Álvaro Guedes Nogueira (São Miguel dos Campos, 9 de maio de 1898 — ?, 1951]]) foi um político brasileiro. Exerceu o mandato de deputado federal constituinte por Alagoas em 1934.
Em 1919,  diplomou-se pela Escola de Engenharia de Recife e depois mudou-se o Rio de Janeiro, então Distrito Federal, onde montou a A. Guedes Nogueira, empresa de engenharia hidráulica responsável por obras de abastecimento de água na cidade.
Foi um dos fundadores do Partido Nacional de Alagoas, um defenso ideológico da Aliança Liberal, pela qual se elegeu, em 1933, deputado à Assembléia Nacional Constituinte, na qual foi contra a proposta que previa a eleição do presidente da República antes da promulgação da Constituição, o que realmente acabou não acontecendo. Encerrou seu mandato em abril de 1935.